# Nealcidion deletum
Nealcidion deletum är en skalbaggsart som först beskrevs av Bates 1880.  Nealcidion deletum ingår i släktet Nealcidion och familjen långhorningar.
Artens utbredningsområde är:
- Guyana.
- Surinam.

Inga underarter finns listade i Catalogue of Life.